# Adaks pustynny
Adaks pustynny, dawniej także: adaks, addaks (Addax nasomaculatus) – gatunek ssaka parzystokopytnego z rodziny wołowatych, zaliczany do antylop. Jedyny przedstawiciel rodzaju Addax. Pierwotnie występował na całej Saharze: od Mauretanii, Maroka i Algierii aż do Sudanu. Obecnie adaks pustynny należy do najrzadziej spotykanych gatunków antylop. Spadek liczebności tych zwierząt jest rezultatem polowań dla cenionego mięsa i skóry. Z powodu braku wystarczającej ochrony zwierzętom tym grozi całkowite wytępienie.
Adaks pustynny jest uznawany za gatunek regionalnie wymarły w Algierii, Egipcie, Libii i Maroku, a prawdopodobnie także w Sudanie. 
Według „Mammal Species of the World”, zarówno w Algierii jak i w Sudanie można jednak sporadycznie napotkać pojawiające się tam wędrujące adaksy pustynne. Rozbieżności w danych mogą wynikać z faktu że adaksy pustynne wiodą koczowniczy tryb życia, więc nie zamieszkują danego terenu na stałe.  Zwierzęta tego gatunku są regularnie odnotowywane w Nigrze, Nigerii, Mauretanii, w Czadzie i w północnej części Mali. Międzynarodowa Unia Ochrony Przyrody zaliczyła adaksy pustynne do gatunków krytycznie zagrożonych wymarciem i umieściła je w kategorii CR (critically endangered). W Tunezji i Maroku jest prowadzony program reintrodukcji tych zwierząt.

## Systematyka
Adaks pustynny jest gatunkiem ssaka parzystokopytnego z rodziny wołowatych, zaliczanym do antylop. 
W 1816 roku jako pierwszy badacz adaksa pustynnego opisał w swojej publikacji „Sur plusieurs espèces d’animaux mammiferes de l’ordre des ruminants” francuski zoolog Henri de Blainville. Naukowiec nadał antylopie nazwę Cerophorus (Gazella) nasomaculata. Rodzaj Addax ustanowił Charles Léopold Laurillard w 1841. Naukowej nazwy Addax nasomaculatus użył po raz pierwszy brytyjski zoolog John Edward Gray w 1846.

### Nazewnictwo
Epitet gatunkowy nasomaculatus stanowi połączenie przedrostka „naso-” (łac. nāsus = nos) i „macula” (łac. plama) i nawiązuje do plam na pysku zwierzęcia. Żyjące w naturze adaksy Beduini określają arabskim terminem „baqar al-waḥš”, co w dosłownym tłumaczeniu oznacza „dzika krowa”. Termin ten bywa jednak także używany na określenie innych gatunków żyjących w okolicy.

### Nazwa zwyczajowa
W polskiej literaturze zoologicznej dla oznaczenia gatunku używane były nazwy zwyczajowe „adaks”, „addaks”. Ostatecznie w wydanej w 2015 roku przez Muzeum i Instytut Zoologii Polskiej Akademii Nauk publikacji „Polskie nazewnictwo ssaków świata” gatunkowi przypisano oznaczenie adaks pustynny, rezerwując nazwę adaks dla rodzaju Addax.

## Kariotyp
Garnitur chromosomowy adaksa tworzy 29 par (2n=58) chromosomów. Wszystkie chromosomy są akrocentryczne, z wyjątkiem pierwszej pary autosomów, która jest submetacentryczna.

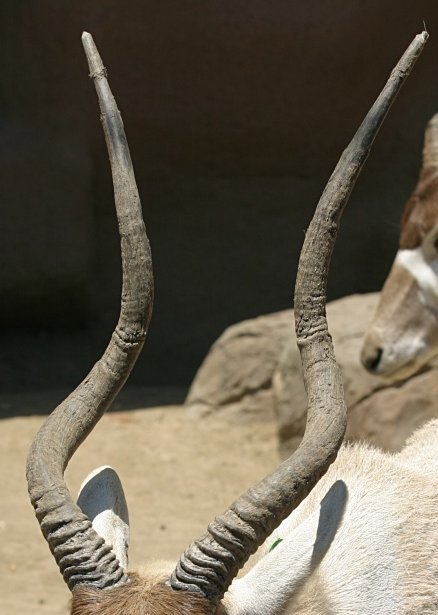
Charakterystyczne rogi adaksa

## Budowa ciała
Adaks pustynny należy do antylop o ciężkiej budowie ciała. Tułów wraz z głową zwierzęcia osiąga długość około 1,5–1,7 m lub 1,2–1,3 m. Wysokość adaksa pustynnego mierzona w kłębie osiąga 95–115 cm (u samic 95–110 cm, u samców 105–115 cm), a masa ciała dochodzi do 125 kg, odpowiednio – samic 60–90 kg, a samców 100–125 kg. Tułów pokrywa krótka sierść, która zimą ma barwę szarawą, zaś latem piaskową lub zbliżoną do białej. Sierść na kończynach, biodrach, części brzusznej, uszach oraz koło oczu jest biała. Jasny ogon osiąga 25–35 cm długości.
Na głowie przedstawicieli obu płci rosną cylindryczne, wygięte ku tyłowi „skręcone” rogi, które osiągają zazwyczaj 76–90 cm długości i stanowią jedną z podstawowych cech odróżniających od spokrewnionych gatunków antylop z rodzaju Oryx. Rogi oryksów są wyraźnie dłuższe (do 127 cm) i nie mają (charakterystycznych dla adaksów pustynnych) spiralnych wygięć, lecz równolegle opadają łukiem ku dołowi. Rekordowa długość rogów adaksa pustynnego osiągała 109,2 cm. Sierść u podstawy rogów jest wybarwiona na kolor ciemnobrązowy. Spłaszczone racice adaksów pustynnych ułatwiają im chodzenie po piasku.

### Uzębienie
Zęby trzonowe mają budowę hypsodontyczną (wysokokoronową), co oznacza zęby o krótkich korzeniach i masywnej koronie. Uzębienie składa się z 6 par siekaczy, 2 par kłów, 6 par przedtrzonowców i 6 par trzonowców.

## Tryb życia
Adaksy pustynne wiodą koczowniczy tryb życia w małych stadach liczących od 5 do 20 sztuk. Nie są agresywne, ale sprowokowane mogą szarżować na przeciwnika. Migrują na duże odległości w poszukiwaniu pastwisk. Poruszają się dość wolno, przez co stanowią łatwy cel dla polującej na nie lokalnej ludności. Zdaniem Kazimierza Kowalskiego stadem przewodzi stary samiec, jednak Krausman i Casey podają, że na wolności stadem kierują starsze samice, które w niewoli także zachowują znaczącą pozycję w stadzie.

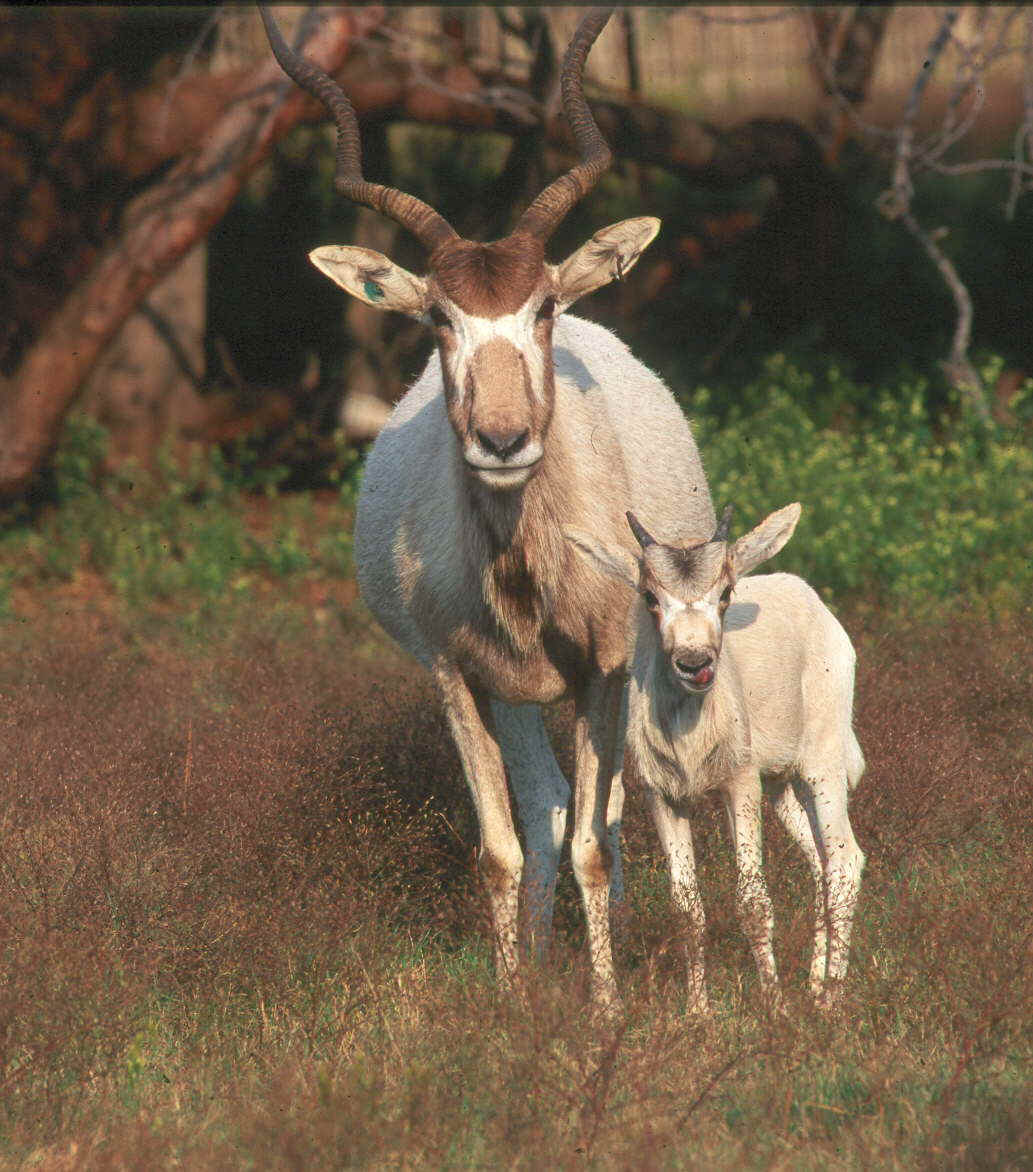
Adaks pustynny z cielakiem

### Rozród
Młode adaksy pustynne przychodzą na świat raz w roku – najczęściej zimą lub wczesną wiosną. Pora cielenia się samic adaksa pustynnego jest jednak zróżnicowana w poszczególnych strefach zasięgu występowania gatunku. W północnej części Sahary potomstwo najczęściej przychodzi na świat pod koniec zimy lub na początku wiosny. Z kolei na południu Sahary we wrześniu i październiku oraz w okresie od stycznia do połowy kwietnia. Ruja trwa około 24–48 godzin, a do kopulacji przystępują niemal wyłącznie samce alfa. Po ciąży trwającej 257–264 dni samica rodzi zwykle jedno młode, którego masa ciała osiąga wówczas około 5 kg. Podczas porodu samica może stać lub leżeć. Cielaki samic z jednego stada wychowują się w grupie. Są karmione przez matki do 23–29 tygodnia życia. 
| Parametr               | mediana | min. | max. | n  |
| Masa ciała (kg)        | 7,0     | 5,0  | 8,6  | 96 |
| Temperatura ciała (°C) | 38,8    | 34,8 | 40,3 | 95 |
| Tętno                  | 180     | 60   | 280  | 94 |

Adaks pustynny, który przyszedł na świat w London Zoo w styczniu 1987, w ciągu pierwszej doby życia zjadł 700 ml mleka (w sześciu porcjach). Młoda samiczka zaczęła żuć siano z lucerny po osiągnięcia wieku 14 dni. Od 20 dnia życia otrzymywała bardziej kaloryczne pożywienie: ziemniaki, marchew i ciemny chleb. W ciągu pierwszych 70 dni życia masa jej ciała wzrosła z 6,1 kg do 25 kg.
Samice osiągają dojrzałość płciową po 24,2–24,7 miesiącach, a samce po 30–30,5 miesiącach. Krausman i Casey odnotowali, że adaksy pustynne dożywają w niewoli wieku 25 lat i 8 miesięcy.

## Ekologia
Adaksy pustynne są zwierzętami roślinożernymi. Odżywiają się roślinami pustynnymi, a bez dostępu do wody mogą wytrzymać przez wiele miesięcy. Pozyskują ją ze zjadanych roślin. Dietę adaksów pustynnych stanowią lokalne trawy, zioła, oraz liście małych krzewów. Między innymi: bylice z rodziny astrowatych, trawy z rodzaju Aristida, arbuzy oraz części akacji.
Na adaksy pustynne polują: likaony, lwy, gepardy i lamparty. Natomiast karakale, krokuty cętkowane i serwale atakują ich cielęta.

### Pasożyty
Adaksy pustynne są najbardziej podatne na pasożyty w wilgotnych warunkach klimatycznych. Antylopy te były zawsze zakażane nicieniami z rodzin Trichostrongylidae i Strongyidae (rząd Strongylida). Na egzotycznej farmie w Teksasie, adaksy były gospodarzami nicieni Haemonchus contortus i Longistrongylus curvispiculum, które znaleziono w ich trawieńcach, z których pierwszy był dominujący.

### Biotop
A. nasomaculatus egzystują w środowisku pustynnym Sahary, o ekstremalnie wysokich poziomach temperatur i bardzo małej sumie rocznych opadów (poniżej 100 mm). Adaksy występują na niemal wszystkich (poza górskimi) typach siedlisk na terenie Sahary. Zamieszkują tereny otwarte, płaskie lub pagórkowate. Funkcjonują z powodzeniem na wydmach, żwirowych i piaszczystych równinach, suchych formach dolinnych ued i wyschniętych jeziorach. Kierunki wędrówek są zależne od okresowych, skąpych opadów, po których pojawia się roślinność stanowiąca pokarm adaksów pustynnych. Poruszanie się w trudnym terenie ułatwiają szeroko rozstawione i spłaszczone racice.

## Rozmieszczenie geograficzne
Adaksy pustynne żyją w małych, znacznie rozproszonych populacjach w Nigrze, Nigerii, Mauretanii w Czadzie i w północnej części Mali. 
W Egipcie, Libii, Maroku, na Saharze Zachodnia i w Tunezji są uznawane za wymarłe lub regionalnie wymarłe. Lokalne populacje adaksów pustynnych wyginęły także w Algierii i w Sudanie, ale pojawiają się tam sporadycznie wędrowne stada.

### Kopalne ślady występowania adaksów
W czasach starożytnych, adaks pustynny występował od Afryki Północnej przez Półwysep Arabski i Lewant. Rysunki w grobowcach, datowanych na 2500 p.n.e. ukazują przynajmniej częściowe udomowienie adaksów pustynnych przez starożytnych Egipcjan. Rysunki te ukazują adaksy i inne antylopy przywiązane linami do pali. Liczbę złapanych w ten sposób zwierząt uznano za wskaźnik wysokiej pozycji społecznej i ekonomicznej w społeczeństwie w tamtych czasach. Nadmierne kłusownictwo doprowadziło jednak do wyginięcia tego gatunku w Egipcie w latach 60. XX w..
Kopalne ślady adaksów zostały odkryte w czterech lokalizacjach w Egipcie:
- na terenie Wielkiego Morza Piasku – datowane na 7000 lat p.n.e.,
- w Dżarra – szacowane na 5000–6000 p.n.e.,
- w Abu Ballas – 4000–7000 lat p.n.e.,
- na płaskowyżu Dżilf al-Kabir – 5000 p.n.e.,

oraz na stanowisku Mittleres Wadi Howar w Sudanie – 4000–7000 lat p.n.e.
Skamieniałości adaksów pustynnych odkryto także na stanowiskach archeologicznych w Dżabal Ighud w południowej części Maroka oraz Parc d’Hydra w Algierii.

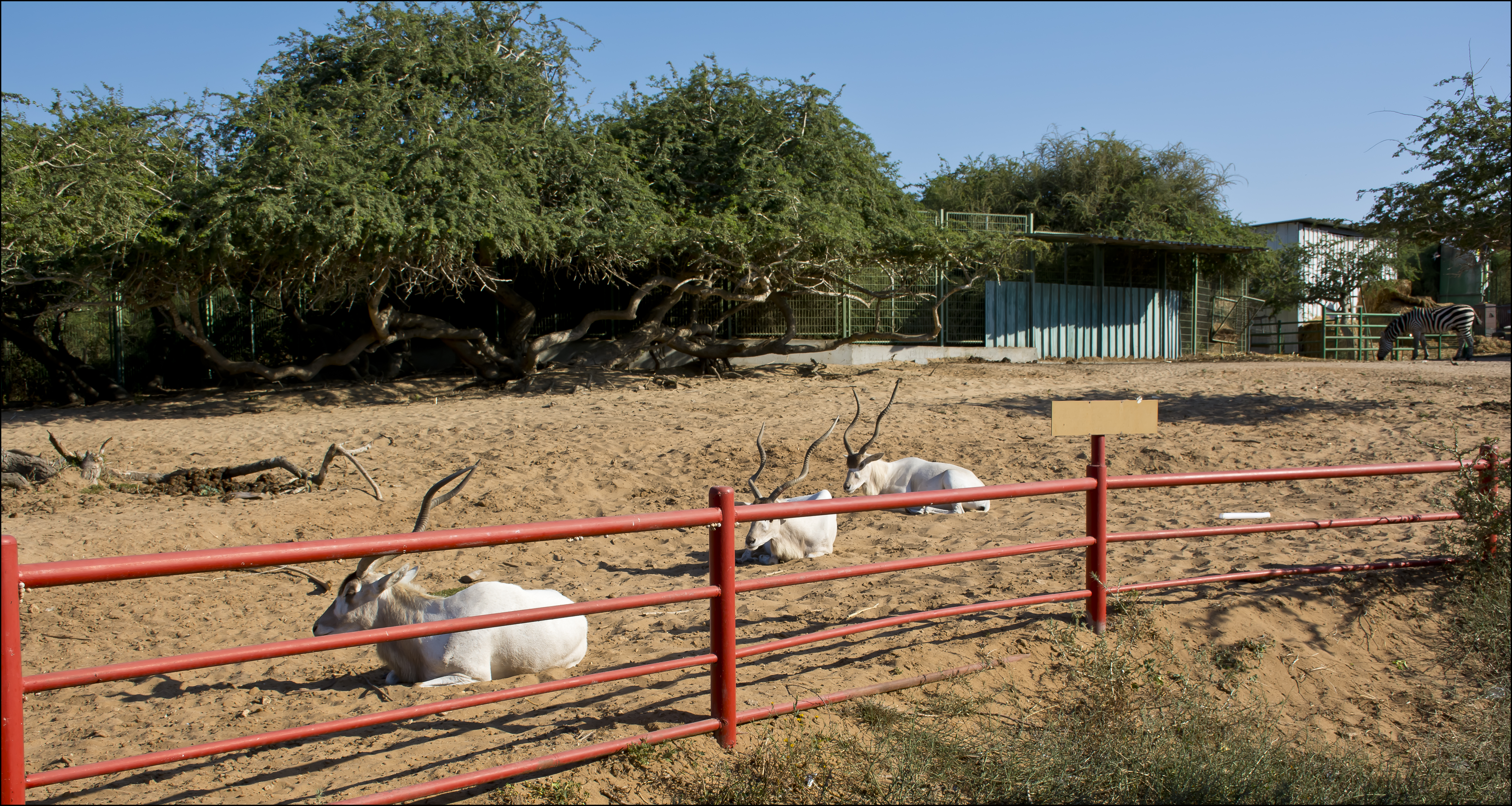
Hodowla adaksów (Aszdod, Izrael)

## Zagrożenie i ochrona

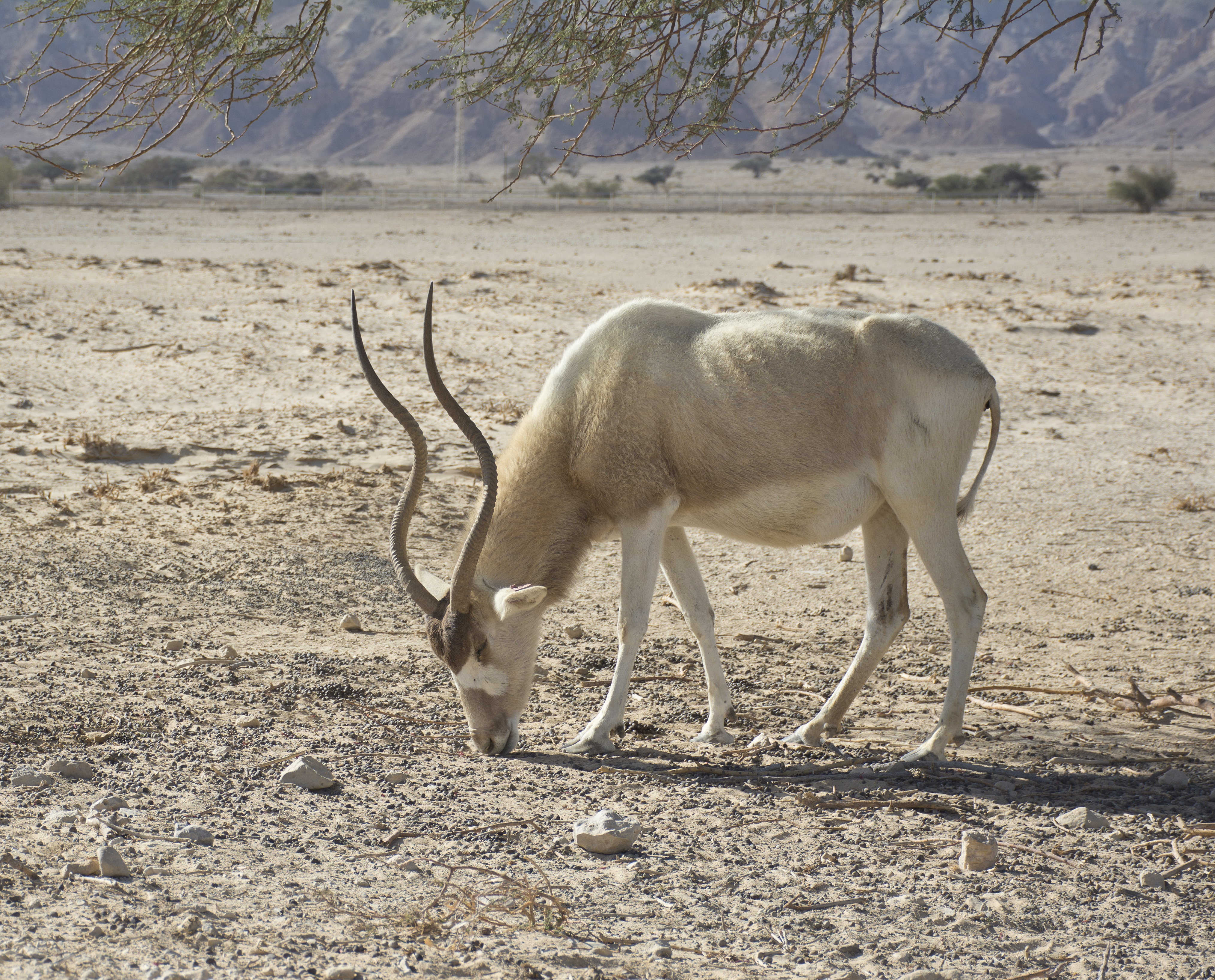
Adaks

Znaczący spadek populacji adaksa pustynnego rozpoczął się w połowie XIX wieku. Później zwierzęta te zamieszkiwały tereny od Algierii po Sudan, jednak głównie ze względu na intensywne kłusownictwo ich zasięg stał się bardziej ograniczony, a same adaksy pustynne były coraz rzadziej spotykane. Adaksy pustynne są łatwym obiektem podczas polowań, bowiem poruszają się powoli, kłusownicy dysponują bronią palną, a w porze suchej zwierzęta żerują w okolicy zamieszkałej przez nomadów. Myśliwi wysoko cenią ich mięso i skóry. Na zmniejszanie się liczebności populacji wpływ mają także długotrwałe susze na pustyniach oraz degradacja środowiska naturalnego zwierząt poprzez urbanizację i rozwój rolnictwa. Jeszcze na przełomie lat 60. i 70. XX wieku populacje adaksów pustynnych w Mali, Nigrze, Czadzie i Mauretanii były stosunkowo obfite, lecz przeprowadzone w 2004 lotnicze i naziemne inwentaryzacje liczebności gatunku wykazały, że obszar między Rezerwatem Massif de Termit, a pustynią Tin Toumma w Nigrze zamieszkiwało wówczas jedynie 100-200 osobników. Badania przeprowadzone jesienią tego samego roku przez stowarzyszenie „SOS Faune du Niger” potwierdziły te wyniki i wykazały, że na terenie liczącego około 10.000 km² głównego siedliska zlokalizowanego na terenie rezerwatu Massif de Termit, naliczono jedynie 128 adaksów pustynnych. Szacuje się, że na wolności żyje obecnie (stan na 2008) mniej niż 300 osobników, większość zwierząt występuje pomiędzy rezerwatem Massif de Termit w Nigrze, kotliną Bodele w zachodnim Czadzie, a kotliną Aukar w Mauretanii.
W celu ochrony gatunku powołano do życia kilka ogrodzonych obszarów ochrony. Między innymi na terenie masywów Ahaggar i Tasili Wan Ahdżar w Algierii, Ténéré w Nigrze, w Ouadi Rimé-Ouadi Achim w Czadzie i w Wadi Howar w Sudanie. W 1994 rozpoczęto hodowlę adaksów pustynnych na zamkniętych terenach w Parku Narodowym Bu Hadma w Tunezji i w Sus-Massa-Dara w Maroku. Z 70 zwierząt umieszczonych w Sus-Massa-Dara, do 2007 powstała populacja licząca w sumie około 550 osobników. Podejmowane są próby reintrodukcji tych adaksów pustynnych na terenie Parku Narodowym Dżubajl w Tunezji, oraz na obszarze Wielkiego Ergu Wschodniego w Algierii, zaś kolejna ma być przeprowadzana w południowej części Maroka. Dzięki poszczególnym programom hodowlanym (w Europie, Libii, Egipcie, Japonii, Australii oraz w Ameryce Północnej) udało się wyhodować ponad 600 adaksów pustynnych. Co najmniej 1000 osobników żyje także w prywatnych hodowlach w USA i na Bliskim Wschodzie.
Międzynarodowa Unia Ochrony Przyrody zaliczyła adaksa pustynnego do gatunków krytycznie zagrożonych wymarciem i umieściła go w kategorii CR (critically endangered). W 1983 Addax nasomaculatus został wymieniony w załączniku nr I Konwencji o międzynarodowym handlu dzikimi zwierzętami i roślinami gatunków zagrożonych wyginięciem (CITES Appendix I). W Maroku, Tunezji i Algierii gatunek podlega ochronie na podstawie lokalnych aktów prawnych. Prawodawstwo Libii i Egiptu zabrania polowań na wszystkie gatunki antylop.